# Gascon Saintongeois
Gascon Saintongeois là một giống chó, được chia làm hai loại theo kích thước, Grand (lớn) và Petit (nhỏ hơn Grand, nhưng không phải chó nhỏ) Có nguồn gốc từ nước Pháp, giống chó này được nuôi để săn bắn và là hậu duệ của loại chó săn lớn của Saintound of Saintonge.

## Đặc điểm
Gascon Saintongeois là giống chó săn điển hình của Pháp, với cơ thể gầy và cơ bắp, chân dài, tai dài gập. Kích thước Grand giống đực cao khoảng 65–72 cm ở các vai, còn giống cái là 61–66 cm; kích thước của Petit là 56–62 cm ở các vai. Trọng lượng của loại Grand là 30–32 kg.

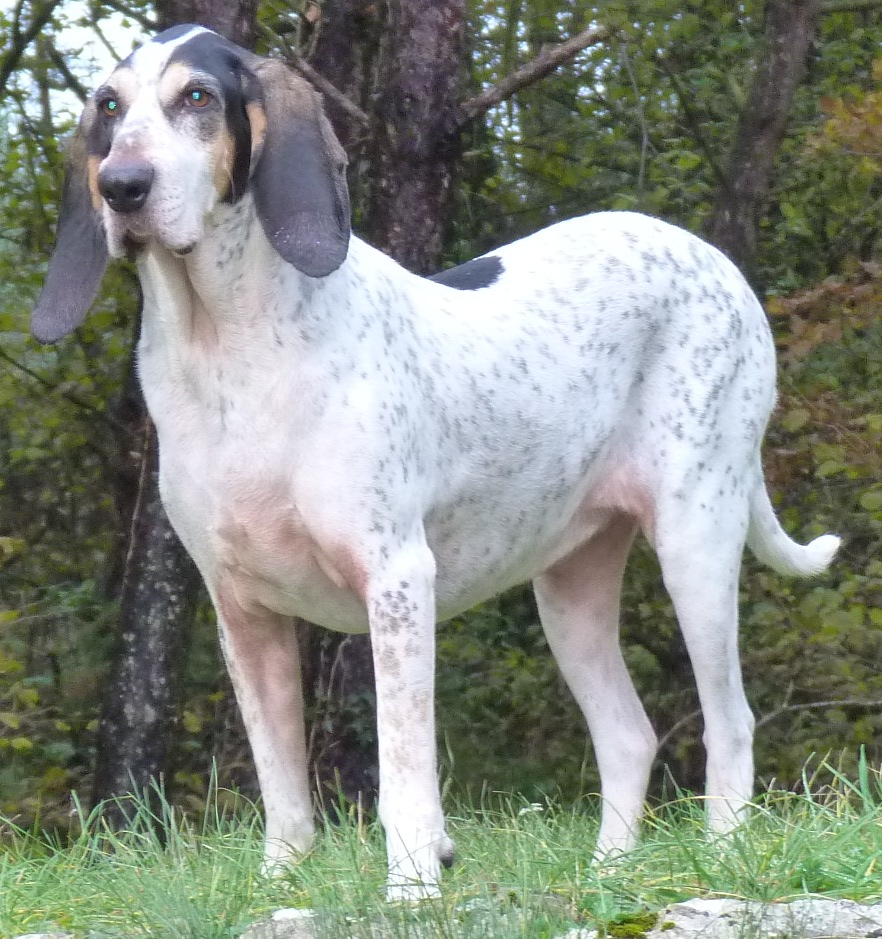
Gascon Saintongeois loại Petit

Màu sắc của bộ lông là màu trắng với các mảng màu đen, đôi khi lốm đốm màu đen. Tai và mặt xung quanh mắt có màu đen. Màu nâu trên mắt, và đôi khi các mảng màu nâu tên đùi.
Giống này được ghi nhận có khứu giác tốt, phi nước đại hoành hảo, có những đặc điểm quan trọng của một con chó săn.

## Lịch sử
Chỉ còn ba chó Saintongeois sống sót sau Cách mạng Pháp, hai con đực và một con cái. Joseph de Carayon-Latour vào giữa thế kỷ 19 đã thành công trong việc lai tạo những con chó này với Chó săn Gascony lớn. Những con chó săn có màu trắng với màu đen được giữ lại và sau đó được đặt tên là Gascon-Saintongeois.
Vào giữa thế kỷ 20, thợ săn ở phía tây nam nước Pháp đã chọn những con chó nhỏ hơn từ Grand Gascon Saintongeois để săn thỏ và những động vật nhỏ khác Chúng sau đó trở thành Petit Gascon Saintongeois.
Grand Gascon Saintongeois được sử dụng để săn bắn các động vật lớn bao gồm lợn rừng, hoẵng châu Âu và đôi khi sói xám. Petit Gascon Saintongeois là một chó săn đa năng, thường được sử dụng để săn thỏ hoặc động vật nhỏ, nhưng chúng cũng có thể được sử dụng để săn các động vật lớn.

## Website chính thức
- Search The Open Directory Project (DMOZ) links for clubs and information about the Gascon Saintongeois
- Petit Gascon Saintongeois in Northern Italy
- Gascon Saintongeois in France